# USS LST-400
O USS LST-400 foi um navio de guerra norte-americano da classe LST que operou durante a Segunda Guerra Mundial.